# 欲望の迷路
『欲望の迷路』（よくぼうのめいろ、原題：The Surrogate）は、1984年公開のカナダのエロティックスリラー映画。
ドン・カーモディが監督を務め、アート・ヒンドルやキャロル・ロール、シャノン・トゥイード、ジャッキー・バロウズが出演した。また、監督のドン・カーモディは、Robert Geoffrionと共同で脚本を執筆し、製作も兼任した。その他、ジョン・ダニングも製作を務め、André FleuryとAndré Linkが製作総指揮を担当した。本作には、ジム・ベイリー、マイケル・アイアンサイド、マリリン・ライトストーン、Jonathan Welsh、マーク・バーンズ、Vlasta Vránaも出演している。音楽はダニエル・ラノワ、撮影はフランソワ・プロタ、編集はRit Wallisが担当した。
1984年11月2日に本作はMGM配給のもとで公開された。

## あらすじ
セックスレスになり、夫婦仲に問題を抱えたある夫婦が、精神科医から、変わったセラピーをするセラピストを紹介される。そのセラピーでは、大胆な行動で患者の深層心理に入り込み、揺さぶり、乱すことによって内面の奥深くを解放させ治療しているという。そして、夫婦間の情熱を取り戻すために新しい想像力を与えてくれる、その彼女を雇うことを勧める。やがて、二人は暴力と狂気、そして殺人が絡み合う恐ろしい世界へと引き込まれていくことになる。

## キャスト
- フランク・ウェイト - アート・ヒンドル（英語版）
- アヌーク・ヴァン・デルリン - キャロル・ロール

ミステリアスな女性セラピスト
- リー・ウェイト - シャノン・トゥイード
- エリック - Jim Bailey
- George Kyber - マイケル・アイアンサイド
- フォアマン医師 - マリリン・ライトストーン（英語版）
- Woman At Anouk's - ジャッキー・バロウズ
- Maggie Simpson - Barbara Law
- Brenner - Jonathan Welsh
- セールスマン - Ron Lea